# Marius Bauer (Maler)

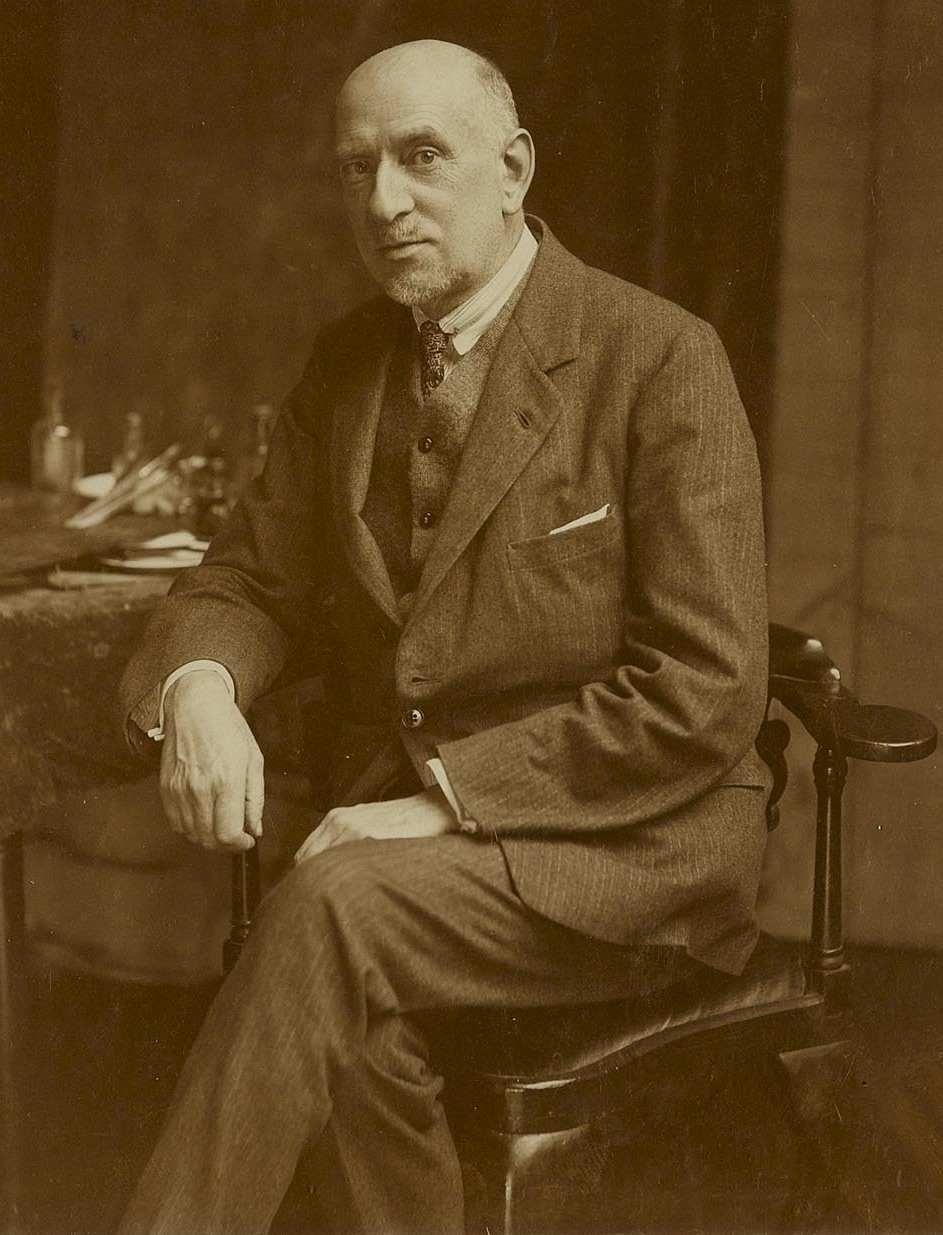
Marius Bauer, fotografiert von Willem Witsen

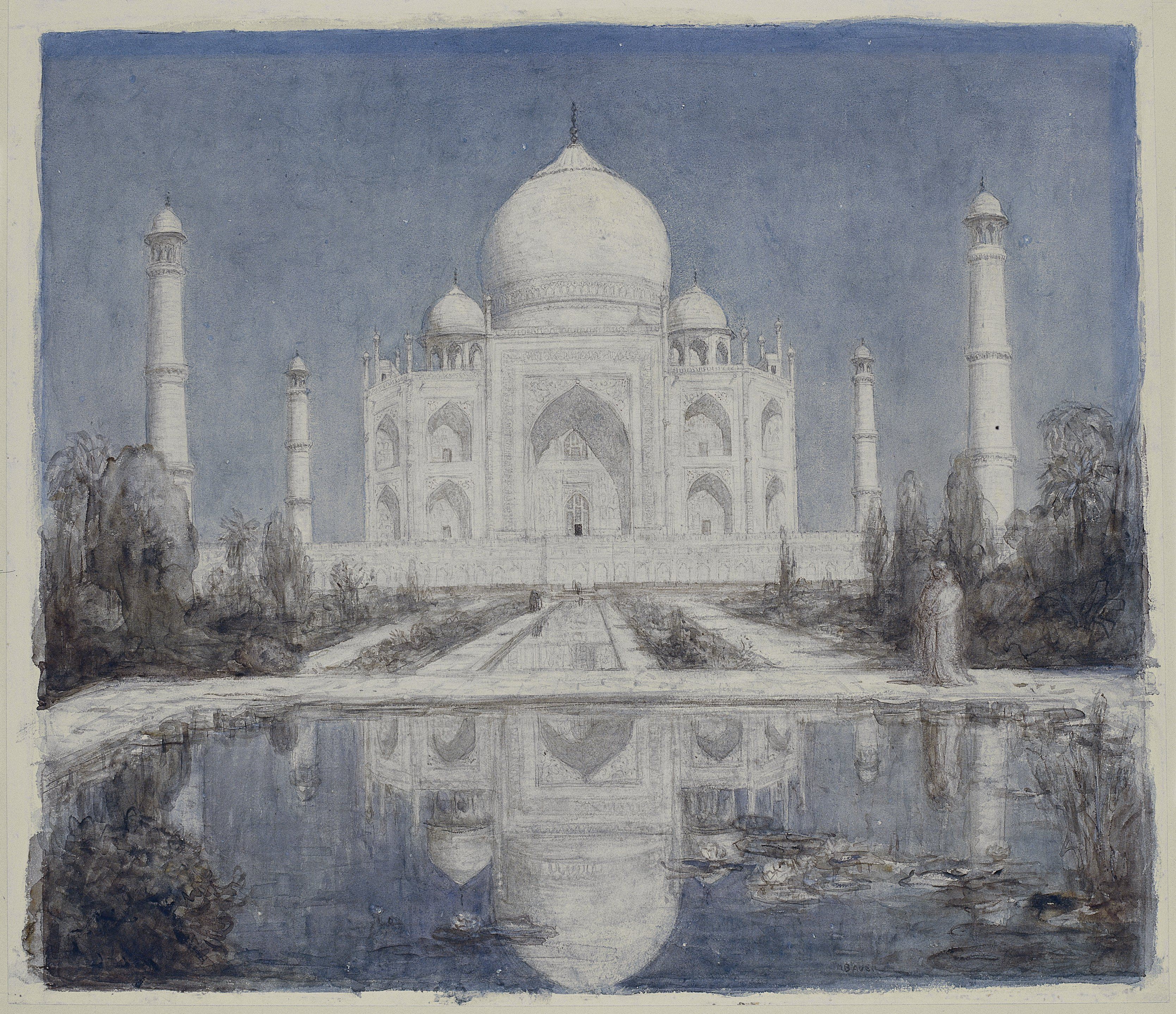
Aquarell: Taj Mahal bij maanlicht

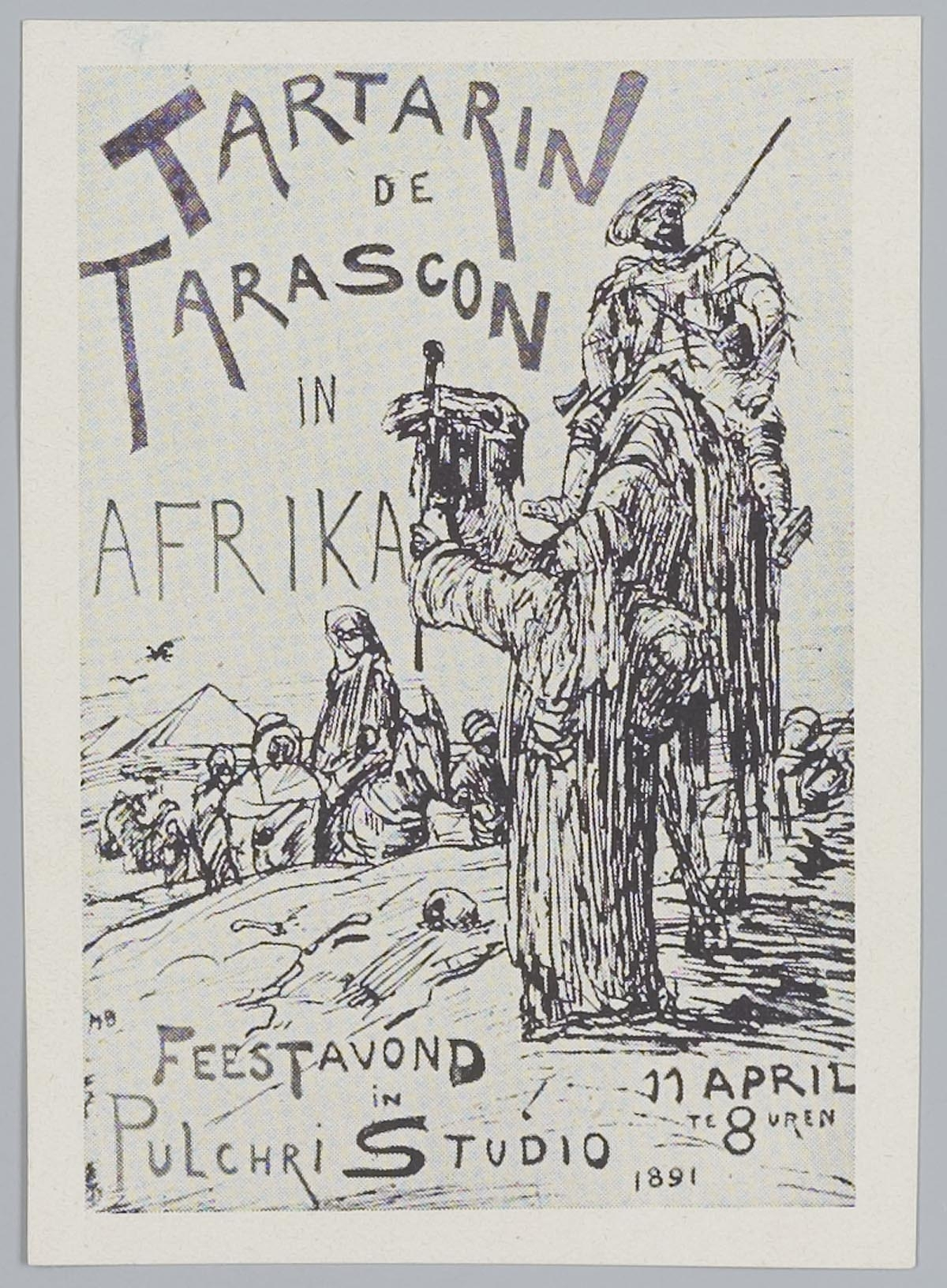
Marius Bauer anno 1891 als Plakatzeichner zum Thema Tartarin von Tarascon

Marius Alexander Jacques Bauer (* 25. Januar 1867 in Den Haag; † 18. Juli 1932 in Amsterdam) war ein niederländischer Maler, Zeichner, Lithograf und Cartoonist.

## Leben
In seiner Vaterstadt studierte Marius Bauer an der Königlichen Akademie der Bildenden Künste von 1878 bis 1885 bei George Breitner Malerei. Als Mitglied der Künstlervereine Pulchri Studio und Arti et Amicitiae wurde sein Impressionismus von der Haager Schule beeinflusst. Nach einer Konstantinopel-Reise im Jahr 1888 wandte er sich ganz dem Orientalismus zu. Also führten ihn weitere Reisen nach Spanien, Russland, Marokko, Algerien, Ägypten, Indien, Ceylon und Niederländisch-Ostindien. Kunsthistoriker schreiben Bauers Radierungen, Aquarellen und Ölbildern – nach jenen Reisen entstanden – gelegentlich subjektive Färbung zu; halten dem Künstler zuweilen eine verträumte Atmosphäre à la Tausendundeine Nacht vor.
1902 heiratete Marius Bauer die Malerin Jo Stumpff. Das Paar lebte zunächst in der Aerdenhouter (Bloemendaal) Villa Stamboel und ab 1916 in Amsterdam. Gemeinsame Reisen führten sie nach Ägypten und Niederländisch-Ostindien. Die Ehe blieb kinderlos.

## Werke (Auswahl)
Rijksmuseum Amsterdam:
- um 1901: Het Paleis Ambir in Hindustan[2]
- Berglandschap in Egypte, op de voorgrond ruiters[3]
- Begrafenis in de woestijn[4]

## Ehrungen
- 1885 und 1886: Koninklijke Prijs voor Vrije Schilderkunst
- 1896 Willink van Collenprijs
- 1900 Grand Prix auf der Weltausstellung Paris 1900
- Orden von Oranien-Nassau, Ritter 1901, Offizier 1906
- 1911 Kronenorden (Belgien), Offizier
- 1930 Ehrenmitglied des Londoner Senefelder Klubs

1996 wurde die Bauer-Documentatie Stichting gegründet, deren Ziel die Dokumentation der Werke des Künstlers ist.